# Candy Cummings
Pour les articles homonymes, voir Cummings.
William Arthur « Candy » Cummings, né le 18 octobre 1848 à Ware (Massachusetts) et mort le 16 mai 1924 à Toledo (Ohio), est un joueur américain de baseball qui évolua en Ligue majeure de baseball. Ce lanceur partant compte 242 matchs joués en ligues majeures pour une moyenne de points mérités de 2,49 et 242 victoires pour 145 défaites. Inventeur du lancer en balle courbe en 1866, il est membre du Temple de la renommée du baseball depuis 1939.

## Carrière
Les lancers en courbe sont mis au point entre 1863 et 1866 par Candy Cummings. Il utilise pour la première fois ce type de lancers en 1866 avec son équipe de jeunes basée à Brooklyn : les Fulton Hercules. Dès 1867, et malgré une polémique sur le côté anti-sportif des balles courbes, de nombreux lanceurs l'adoptent après que Cummings ait livré son secret.
Surnommé « Candy », Cummings joue ensuite pour les Excelsiors Juniors puis pour les Stars of Brooklyn à la fin des années 1860 jusqu'à sa signature chez les New York Mutuals (1872), qui disputent alors leurs matches à domicile à Brooklyn. Ils jouent ensuite sous les couleurs de différents clubs de ligue majeure jusqu'en 1877.